# Betta mandor
Мандорська бійцівська рибка (Betta mandor) — тропічний прісноводний вид риби з родини осфронемових (Osphronemidae), підродина макроподових (Macropodusinae).
Назва mandor — за типовою для виду місцевістю Мандор, розташованою на заході острова Калімантан. До того, як мандорська бійцівська рибка отримала свою наукову назву, вид був відомий під торговими назвами B. sp. «Mandor» або B. sp. «Ninja».
Належить до групи близьких видів Betta foerschi, що включає B. foerschi, B. strohi та B. mandor.

## Опис
Максимальна стандартна (без хвостового плавця) довжина 5,7 см. Загальна довжина становить 136,7-149,1 % стандартної. Рибка має струнке видовжене тіло, його висота становить 21,2-24,2 % стандартної довжини. У спинному плавці 1 твердий і 7-9 м'яких променів, в анальному 1-2 твердих і 23-26 м'яких. У бічній лінії 32-34 луски, хребців 30-32.
Самці мають темне, майже чорне тіло, самки коричневі. На зябрових кришках у самців присутні дві короткі яскраво-червоні смуги, у самок ці смуги золотаво-жовті. За своє характерне забарвлення вид отримав народну назву «ніндзя».
Крім відмінностей у забарвленні, самці мають ширші непарні плавці, кінці спинного та анального плавців у них загострені.

## Поширення
Вид був виявлений лише поблизу сіл Мандор (індонез. Mandor) і Анджунган (індонез. Anjungan) в нижній частині басейну річки Капуас, індонезійська провінція Західний Калімантан. Орієнтовна площа ареалу поширення виду становить менше 500 км².
Водиться в мілководних ставках та струмках, розташованих в зоні лісових торф'яних боліт. У Мандорі Betta mandor була знайдена в так званих «чорних водах» із прозорою, забарвленою в коричневий колір, дуже м'якою та дуже кислою (pH 4,5–5,3) водою з температурою 27,6-28,2 °C.
Райони поширення виду знаходяться в зоні масштабного вирубування вологих тропічних лісів, висушування торф'яних боліт та перетворення цих земель на плантації монокультур. Такі зміни знищують природне середовище існування виду. Стан збереження мандорської бійцівської рибки оцінюється як такий, що перебуває під загрозою зникнення. Тенденції в змінах чисельності популяції виду невідомі, але ймовірність його вимирання в дикій природі протягом 2010—2050 років оцінюється спеціалістами в 17-93 %.

## Розмноження
Мандорська бійцівська рибка виявляє батьківське піклування у формі інкубації ікри в роті.
Нерест парний, супроводжується тривалими шлюбними іграми. Самка зазвичай ініціює нерест. Відкладання ікри відбувається порційно, в типових для осфронемових нерестових обіймах, коли самець обволікає самку своїм тілом. Самець збирає ікру собі до рота й виношує її протягом 12-17 днів. Після закінчення цього періоду від випускає вже повністю сформованих мальків.

## Утримання в акваріумі
Вид рідко, але час від часу зустрічається в торгівлі акваріумними рибами. Він не рекомендується до стандартного спільного акваріума. Найкраще тримати цих риб парами або у видовому акваріумі.
Мандорська бійцівська рибка походить з «чорних вод», тому вимагає кислої (pH 4,0-6,5) води з дуже низькою твердістю. Температура в межах 22–27 °C.
При розведенні важливо надати спокій самцеві, який інкубує ікру. Мальки виходять з рота батька достатньо великими й відразу можуть їсти мікрочерв'ячків (Panagrellus redivivus) та наупліуси артемії.